# Gérard Miquel
Pour les articles homonymes, voir Miquel.
Gérard Miquel est un homme politique du Lot, membre du Parti socialiste, né le 17 juin 1946 à Nuzéjouls, agriculteur de profession.

## Biographie
Il est président du conseil général du Lot de 2004 à 2014 et sénateur du Lot de 1992 à 2017. Il est proche du lobby agroalimentaire.
L’édition 2016 du congrès des maires et élus du Lot se tient à Souillac. Au Palais des congrès Jaurès Chaudru, en présence de Jean-Michel Baylet, ministre de l’Aménagement du territoire, de la Ruralité et des Collectivités territoriales. L’ouverture du congrès est prévue avec Jean-Marc Vayssouze-Faure, maire de Cahors, Jean-Michel Sanfourche, maire de Souillac et Gilles Liébus, conseiller départemental du canton de Souillac, président de la communauté de communes CauValDor.
Son thème « Évolutions institutionnelles de la loi notre et perspectives financières » débattu par de très nombreuses personnalités politiques dont Gérard Miquel, sénateur. 
Il parraine le candidat En marche ! Emmanuel Macron pour l'élection présidentielle 2017.

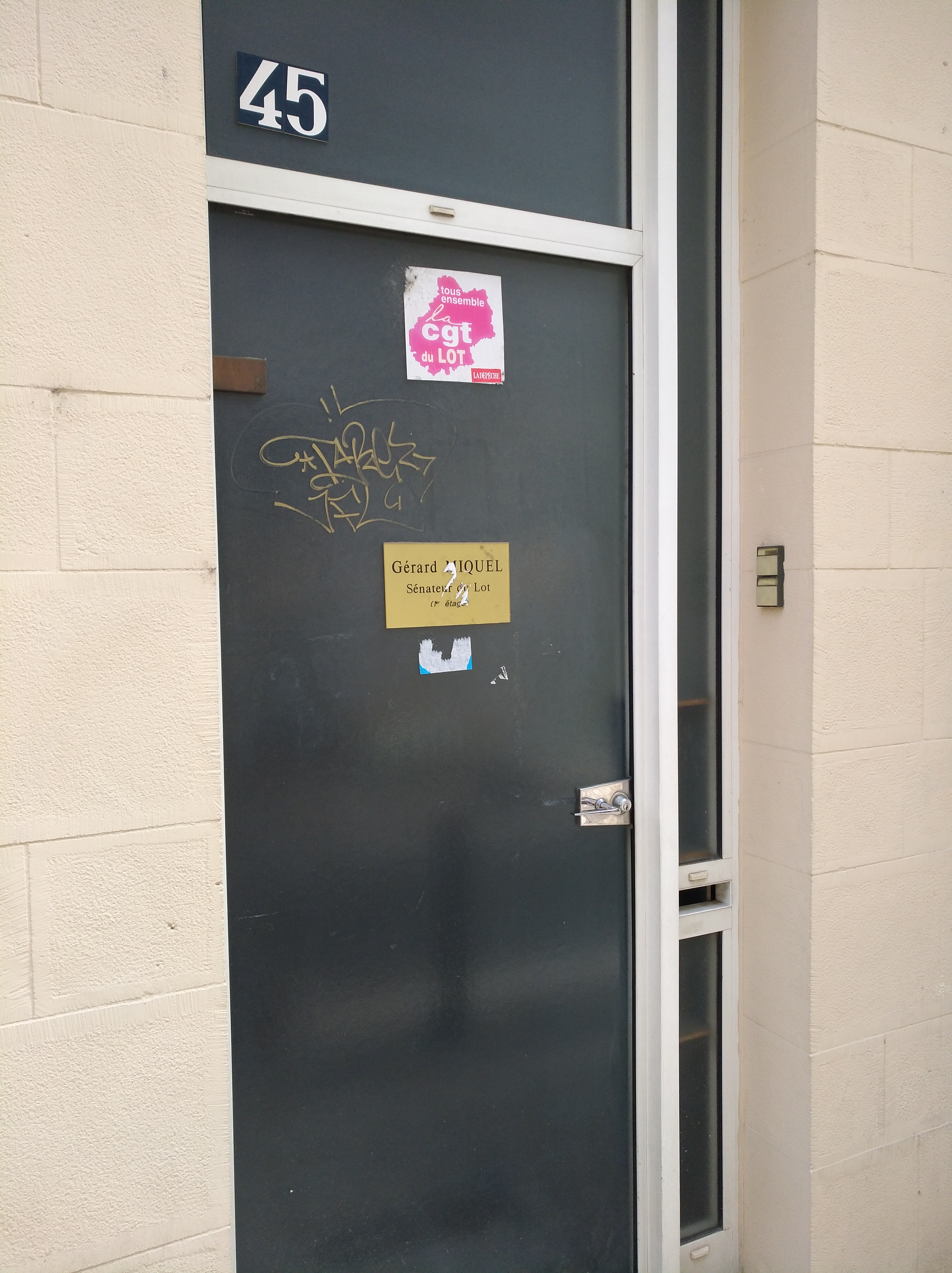
Permanence parlementaire de Gérard Miquel à Cahors.

## Anciens mandats
- 2014-2023 : Maire de Saint-Cirq-Lapopie
- 1992-2017 : Sénateur du Lot
- Secrétaire du Sénat
- 2004-2014 : Président du conseil général du Lot
- 1982-2015 : Conseiller général du Lot
- Membre de l'Office parlementaire d'évaluation des choix scientifiques et technologiques
- Conseiller régional de Midi-Pyrénées
- Conseiller général du canton de Cahors-Sud (1998-2015)
- 1971-2004 : Maire de Nuzéjouls
- Président de la communauté de communes de Catus

## Distinctions
- Chevalier de la Légion d'honneur (30 décembre 2017)[4]
- Officier de l'ordre national du Mérite (7 juin 2024)[5]